# Robert Denk
Robert Denk (* 1916; † 1953) war ein deutscher Elektriker und soll 1948 ein röhrenloses Radio erfunden haben. Die Berichte über diese Erfindung werden jedoch häufig angezweifelt.

## Leben
Nach dem Zweiten Weltkrieg lebte Denk in Witzenhausen bei Kassel. In dieser Zeit soll ihm nach etwa 400 Versuchen die Konstruktion eines röhrenlosen Radioempfängers gelungen sein. Vor seinem Freitod im Jahr 1953 soll er jedoch sowohl den Prototyp als auch die zugehörigen Unterlagen vernichtet haben. Denks Biographie und Erfindung wurde in einem Beitrag des Hessischen Rundfunks der Öffentlichkeit vorgestellt. Dass er tatsächlich eine bahnbrechende Erfindung gemacht hat, wird jedoch mittlerweile stark bezweifelt; mitunter werden die Berichte über sein Radio als Hoax bezeichnet. Weniger kritische Stimmen stellen zumindest fest: „Denks Verstärker blieb unerklärt und geriet in Vergessenheit.“
Denk fiel angeblich dem Geschäftsmann Willy Bürkle zum Opfer, der ihm für seine Erfindung zunächst eine Rente versprach, dann aber mitteilte, das Radio funktioniere doch nicht. Tatsächlich ließ Bürkle durch die Radiofabrik Lennartz & Boucke in Tübingen in auf der Gutenhalde produzierte Keramikvasen Radios einbauen, die unter den Marken Rondo bzw. Ponti verkauft wurden. Ein Spiegel-Bericht aus dem Jahr 1950 erwähnt auch ein Projekt Bürkles, das ein röhrenloses Radiogerät betraf, jedoch wohl nach der Insolvenz des Unternehmers nicht mehr zustande kam. In diesem Artikel wird jedoch Denks Name nicht genannt.